# Buckenhof

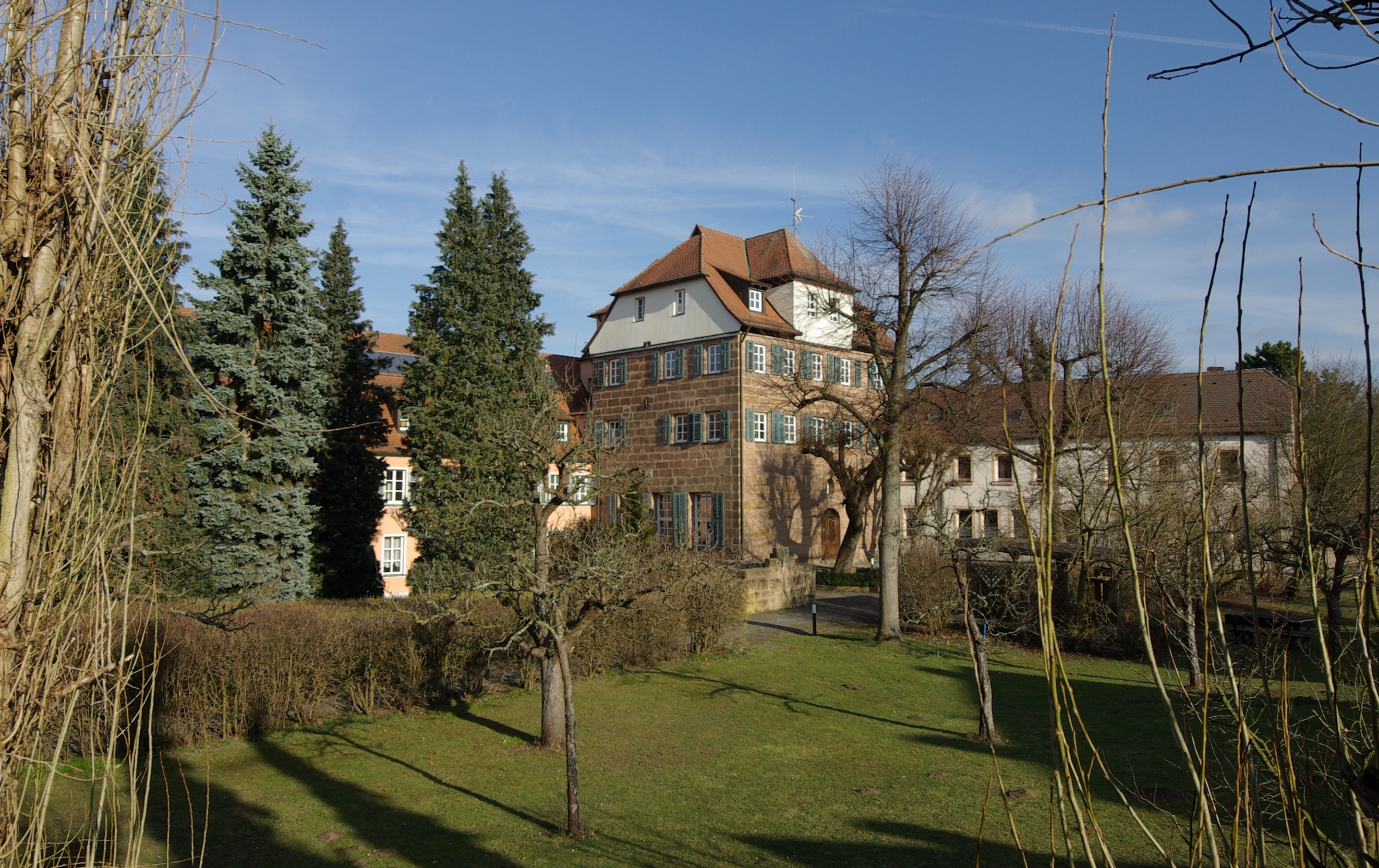
Slot

Buckenhof is een plaats in de Duitse deelstaat Beieren, en maakt deel uit van het Landkreis Erlangen-Höchstadt.
Buckenhof telt 3.048 inwoners.
Adelsdorf ·
Aurachtal ·
Baiersdorf ·
Bubenreuth ·
Buckenhof ·
Eckental ·
Gremsdorf ·
Großenseebach ·
Hemhofen ·
Heroldsberg ·
Herzogenaurach ·
Heßdorf ·
Höchstadt a.d.Aisch ·
Kalchreuth ·
Lonnerstadt ·
Marloffstein ·
Möhrendorf ·
Mühlhausen ·
Oberreichenbach ·
Röttenbach ·
Spardorf ·
Uttenreuth ·
Vestenbergsgreuth ·
Wachenroth ·
Weisendorf